# Paul-Werner Hozzel
Paul-Werner Hozzel (Amburgo, 16 ottobre 1910 – Karlsruhe, 7 gennaio 1997) è stato un generale e aviatore tedesco, asso della forza da bombardamento in picchiata della Luftwaffe durante la seconda guerra mondiale, effettuando circa 700 missioni. Decorato con la Croce di Cavaliere della Croce di Ferro con fronde di quercia, con la Croce di Ferro di prima classe.

## Biografia
Nacque ad Amburgo il 16 ottobre 1910, figlio di un broker marittimo. Nell'aprile del 1931, dopo aver conseguito il suo Abitur, si offrì volontario per prestare servizio militare in forza al Artillerie-Regiment 2, un reggimento di artiglieria della 2ª Divisione della Reichswehr di stanza a Schwerin. Appassionatosi all'aviazione, il 1 ° marzo 1934 si trasferì in servizio presso la Luftwaffe con il grado di leutnant.  Nel settembre 1938 fu nominato comandante della 2. Staffel dello Jagdgeschwader 20, venendo promosso hauptmann.
Dopo lo scoppio della seconda guerra mondiale, nel settembre 1939 prese parte alla campagna di Polonia in forza allo Sturzkampfgeschwaders 1, dove il 14 di quel mese fu decorato con la Croce di Ferro di seconda classe. Con questa reparto prese parte all'operazione Weserübung e poi alla battaglia di Francia dove con la sua unità eseguì con ordigni speciali contro le fortificazioni di Cherbourg.  Decorato con la Croce di Ferro di prima classe il 5 maggio, tre giorni dopo fu il primo pilota di Junkers Ju 87 Stuka a ricevere la Croce di Cavaliere della Croce di Ferro (Ritterkreuz des Eisernen Kreuzes), insieme all'oberleutnant Elmar Schäfer, al leutnant Martin Möbus e all'unteroffizier Gerhard Grenzel. Tale decorazione fu assegnata loro per l'affondamento del cacciatorpediniere francese Bison (3 maggio 1940) e di quello britannico Afridi (3 maggio 1940). Inoltre vi era l'affondamento di 60.000 tonnellate di navi mercantili nel Mare del Nord e gli attacchi aerei contro le fortezze di Akerhus e Oscarsborg, in Norvegia.
Durante la battaglia d'Inghilterra condusse attacchi con gli Ju 87 Stuka contro obiettivi nell'Inghilterra. meridionale. Il 2 luglio il suo Gruppo, insieme al IV./LG 1, attaccò il convoglio britannico CW-8, composto da 21 unità, nello stretto di Dover, affondando 5 navi con 5117 tsl e danneggiando 2 cacciatorpediniere di scorta, il Boreas e il Brillant, e altri 5 mercantili.
All'inizio del 1941, prese parte ai combattimenti nel settore del Mediterraneo, in particolare sull'isola di Malta, e poi in Nord Africa. Il 10 gennaio furono attaccate la nave da battaglia Warspite e la portaerei Illustrious, con quest'ultima colpita da sei bombe che causarono gravi danni, e la morte di 83 marinai.
Il 16 ottobre 1941 fu promosso maggiore e nominato comandante dello Sturzkampfgeschwader 2, con il quale operò sul fronte orientale, distinguendosi nel corso della battaglia di Stalingrado, dove il suo Geschwader eseguì 12.000 missioni di combattimento contro obiettivi nemici. Lo stormo fu rinforzato arrivando a disporre di 200 velivoli, operò a sostegno della 6.Armee nella sua avanzata verso Stalingrado nell'agosto del 1942. Usando tattiche e armi speciali condusse attacchi di successo contro i carri armati sovietici nella regione di Kalatch ad ovest di Stalingrado. Più tardi, durante l'anno, iniziò le operazioni di bombardamento contro le pesanti fortificazioni sovietiche a Stalingrado attraversando la fitta rete di difesa aerea che copriva la città. Alla fine dell'anno condusse operazioni aeree difensive per contrastare la grande offensiva sovietica che portò alla ritirata dei tedeschi nell'Ucraina centrale.
Fu quindi incaricato di costituire il "Gefechtsverband Hozzel" con elementi degli Stuka Geschwaders 1, 2 e 77 che poi partecipavano alle battaglie intorno a Dnipropetrovsk. Oberstleutnant e Geschwaderkommodore dello Sturzkampfgeschwader 2 "Immelmann", il 14 aprile 1943 fu il 230º militare tedesco ad essere insignito da Adolf Hitler delle foglie di quercia sulla Croce di Cavaliere della Croce di Ferro (Ritterkreuz des Eisernen Kreuzes mit Eichenlaub).
Al termine del conflitto ricopriva un incarico di Capo di stato maggiore della Luftflotte 1. Gli era stato affidato il compito di dirigere le operazioni aeree difensive nella sacca di Curlandia e fu preso prigioniero di guerra da parte dei sovietici. Fu rimpatriato il 16 gennaio 1956, e in quello stesso anno rientrò in servizio nella Luftwaffe con il grado di Brigadegeneral. Ricoprì l'incarico di Capo di stato maggiore del Allied Command Baltic Approaches della NATO, con comando a Karup in Danimarca. Si ritirò a vita privata il 30 settembre 1969, e si spense a Karlsruhe il 7 gennaio 1997.

### Annotazioni
1. ↑  La nave raggiunse successivamente gli Stati Uniti d'America per le riparazioni, che richiesero sei mesi.

### Fonti
1. 1 2  Luftwaffe 39-45.
2. 1 2  Bild.
3. ↑  Brütting 1992, p. 155.
4. ↑  Obermaiter 1976, p. 610.
5. 1 2 3 4  Thomas 1997, p. 305.
6. 1 2 3 4 5 6 7 8  All World Wars.
7. 1 2  Scherzer 2007, p. 406.
8. ↑  Haarr 2010, c. 8.
9. ↑  Weal 1997, p. 37.
10. ↑  Ward 2004, p. 66.
11. ↑  Ward 2004, pp. 98-99.
12. ↑  Ward 2004, p. 112.
13. ↑  Churchill 1960, p. 83.
14. ↑  Fellgiebel 2000, p. 68.
15. ↑  Fellgiebel 2000, p. 236.